# Мармур
Мармур (англ. marble, нім. Marmor) — карбонатна

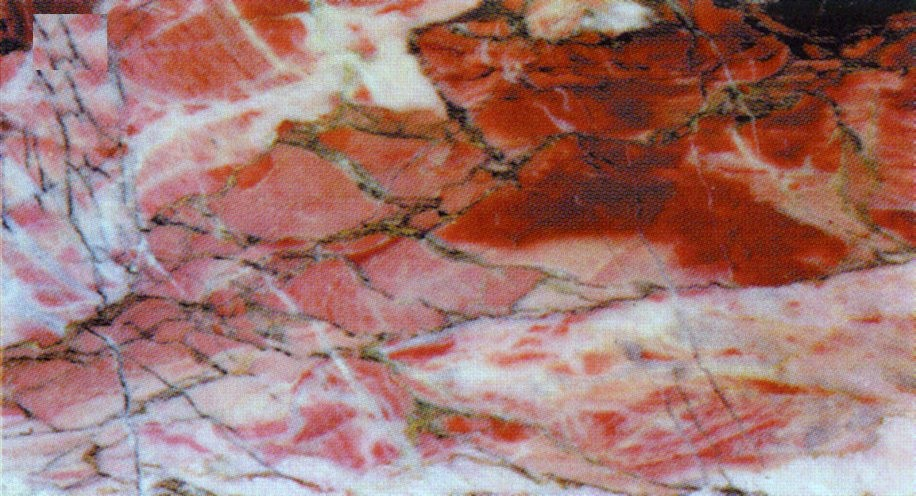
Червоний мармур

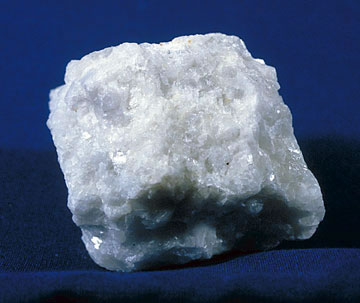
Білий мармур.

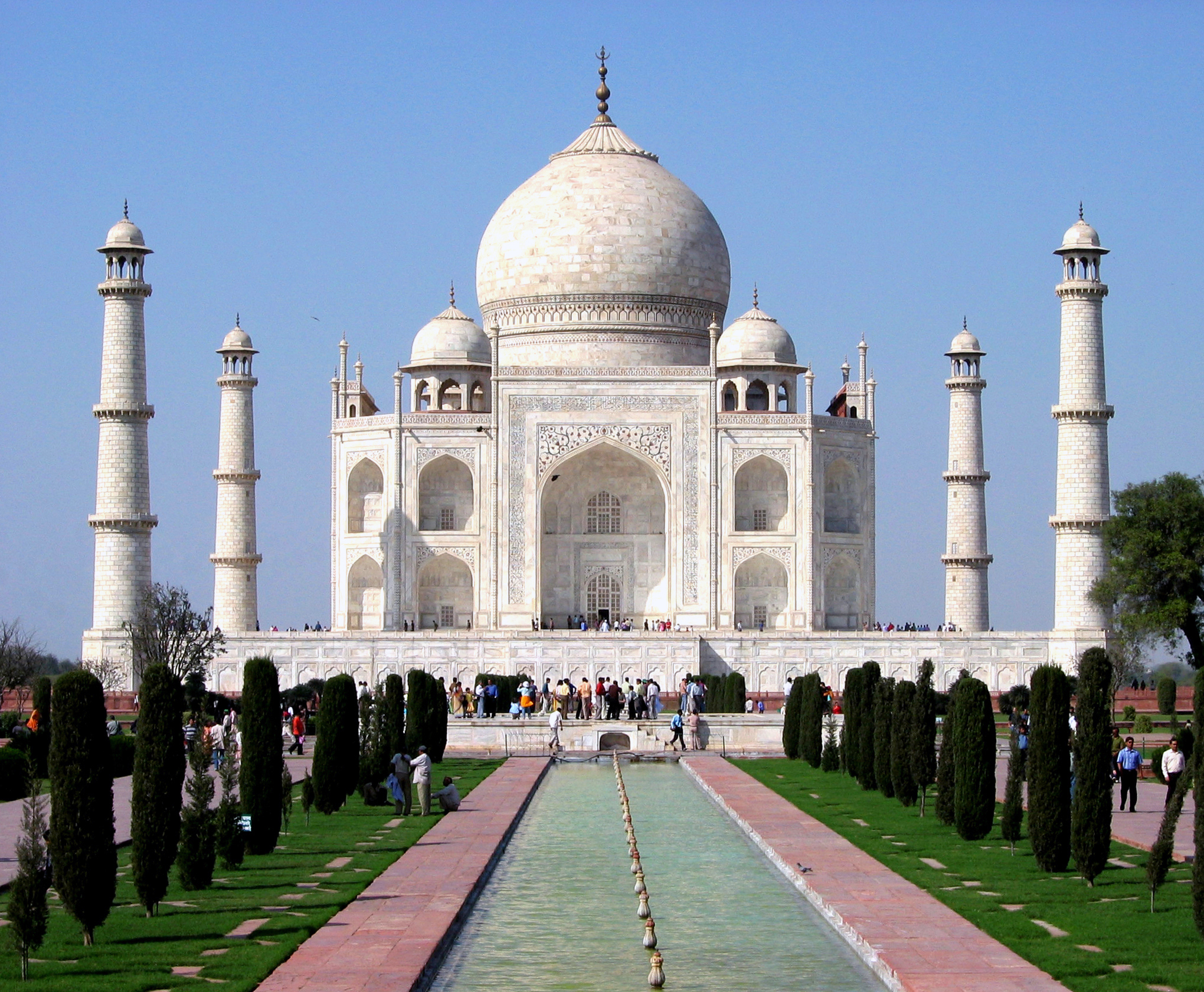
Тадж Махал, відома світова пам'ятка, виготовлена з мармуру.

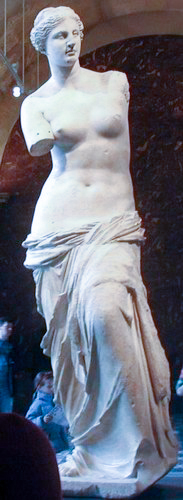
Венера Мілоська, мармур.

дрібно-, середньо- та крупнозерниста метаморфічна гірська порода, що утворилася внаслідок перекристалізації вапняку або доломіту.
В перекладі з грецької мармур — сяючий камінь.

## Склад і властивості каменю
Складається головним чином з кальциту, іноді з домішками доломіту. Колір білий. Мармур з домішками — рожевого, жовтого, сірого й чорного кольорів. Твердість —  2,5-3 за шкалою Мооса, густина в залежності від домішок —  від 1900 до 2800 кг/м3 , опір стисненню — 100–250 МПа, опір зламу — 10-30 МПа, водопоглинання — 0,15-0,50%,  пористість — не вища за 1%. Найвищою міцністю і найкращою поліровністю відрізняються дрібнокристалічні мармури із зубчатим зв'язком зерен. Мармур відрізняється винятковою різноманітністю забарвлення і малюнка. Особливо ціняться білі однорідні відміни (статуарний, скульптурний мармур) завдяки здатності пропускати світло на певну глибину і створювати відтінки.

### Генезис
Утворюється внаслідок перекристалізації вапняку в земній корі за високої температури і високого тиску.

### Різновиди мармуру
Розрізняють:
- мармур бергамаський (тонкозернистий білий різновид ангідриту);
- мармур ольдендорфський (торговельна назва мармуроподібного ангідриту).

### Використання
У будівельній практиці «мармуром» називають метаморфічні породи середньої твердості, що піддаються поліруванню (мармур, юрський мармур, щільний доломіт, карбонатні брекчії та карбонатні конгломерати).
Мармур буває забарвлений домішками в найрізноманітніші кольори: білий, рожевий, сірий, червоний, чорний тощо. Легко піддається механічній обробці.
Мармур використовують як камінь для пам'ятників (монументальних скульптур та надгробків), як штучний будівельний камінь для зовнішнього облицювання та внутрішньої обробки будівель і у вигляді дробленого та меленого каменю, а також штучного (пильного) каменю. Мармурові дошки з чистого кальцитового мармуру застосовують в електротехніці (панелі приладових, розподільних, диспетчерських щитів). Мармурова крихта та подрібнений пісок використовуються при виготовленні кам'яної мозаїки та штукатурки, як заповнювачі бетону. Мармурове борошно знаходить застосування в сільському господарстві.
Мармур використовують також для створення мозаїчних композицій, рельєфів та круглих статуй (переважно однотонний мармур, здебільшого білий, рідше — кольоровий або чорний).
Також мармур застосовується для облицювання камінів та фонтанів, виготовлення стільниць, сходових маршів, підлог, вазонів та балясин.

### Поширення у світі
За кордоном найпопулярнішим є мармур Італії. В Апуанських Альпах розташовані товщі глибокометаморфізованих юрських карбонатних відкладів, де всі вапняки перетворені в білі і кольорові мармури. Найкращий у світі мармур добувається в Каррарі (понад 400 дрібних кар'єрів і найбільший у світі механізований кар'єр). 80 % світового мармуру знаходиться в Туреччині.

### Мармур в Україні
В Україні мармур є на Закарпатті, на Донбасі, в Криму. Добувають мармур переважно в кар'єрах, рідше підземним способом. Для одержання монолітних блоків використовують каменерізні машини, канатні пилки, врубові машини, буроклиновий спосіб. З давніх-давен мармур використовують у скульптурі та для архітектурного оздоблення споруд.

### Музей виробів з мармуру
В сучасній Греції у 2008 році на острові Тінос, що в Егейському морі, створено музей виробів з мармуру. До створення музейного закладу залучили приватний капітал.
Експозицію складено з мармурових виробів від Стародавньої Греції до сьогодення. Острів Тінос обрано не випадково. Тут здавна розташовані кар'єри з видобутку мармуру. Особливістю місцевих покладів є його різнобарвність. Особливо уславився мармур з острова Парос, що неподалік від Тіноса. Пароський мармур чисто білий, іноді з напівпрозорістю. Саме з Пароського мармуру вироблені Гермес з малюком Діонісом, Ніка Самофракійська, скульптури храму Зевса в містечку Олімпія.